# Action Man (serie animata 1995)
Action Man è una serie televisiva a cartoni animati (ogni episodio però si apre e si chiude con parti dal vivo) prodotta da DIC Productions, L.P. e Bohbot Entertainment nel 1995 e basata sui giocattoli Gig e Hasbro Action Man.

## Personaggi
- Action Man / Matthew Exler: è il protagonista della serie televisiva in live action ed a cartoni animati, nonché un eroe d'azione e leader dell'eroica squadra "Action Force". È un uomo giovane, alto, atletico, dai capelli neri e presenta una cicatrice sulla guancia destra. È intelligente, coraggioso, determinato e avanzato in molte forme di arti marziali e ha un vasto arsenale di armi e veicoli. Nella serie TV, il personaggio è raffigurato come un uomo affetto da amnesia che guida l'Action Force nella loro lotta contro il malvagio Dr. X e la sua organizzazione terroristica. Ha spesso brevi flashback del suo passato che sono innescati da determinati eventi. Gli viene dato il nome "Action Man" per via del tatuaggio su un braccio che riporta le lettere "AM". In ogni episodio un particolare specifico gli riporta alla mente un flashback della sua memoria ma senza mai fare chiarezza del tutto sul suo passato. Utilizzando una speciale macchina della sua base segreta come memoria di un hard disk è in grado di immagazzinare questi ricordi e rivederli. In questi flashback si può intuire che la lotta tra lui e il Dottor X è iniziata già da molti anni. In seguito apprende che il suo vero nome è Matthew Exler e che in realtà è il fratello del Dr. X (Dorian Exler). La versione umana di Action Man è interpretata dall'attore Mark Griffin (noto per essere stato uno dei personaggi del fortunato programma Gladiators) e compare all'inizio e alla fine di ogni episodio, rispettivamente nelle sequenze dal vivo facenti da prologo ad ogni episodio e in quelle in cui dava consigli ai giovani spettatori. I suoi migliori amici sono i tre membri della Action Force chiamati Jacques, Knuck e Natalie. Il suo animale domestico è un cane di nome Raid (un cane da pastore tedesco particolarmente intelligente, mandato dal Dottor X per infiltrarsi nell'unità di Action Man ma che alla fine si affeziona sinceramente a lui).

- Knuck Williams: è un membro militare dell'Action Force come Natalie, Jacques e lo stesso Action Man, sfoggiando sempre un berretto e un equipaggiamento mimetico. Si presenta come un uomo imponente, muscoloso e dai capelli rossi, affidabile, simpatico e audace, sebbene talvolta polemico; è un esperto di esplosivi e il membro più forte della squadra, tanto da essere quello più difficile da sottomettere nel combattimento corpo a corpo.

- Natalie Poole: è il secondo membro della Action Force, unico personaggio femminile veramente di rilievo e migliore amica di Action Man. Aiuta sempre Jacques, Knuck e Action Man ad evitare i malefici piani del Dottor X. È una giovane donna dai capelli biondi, alta e slanciata, nonché la più agile del gruppo.

- Jacques: è il terzo membro della Action Force, aiutante di Action Man, Knuck e Natalie. Lui ama le invenzioni e inventa persino i mezzi di trasporto nella lotta contro il nemico e costruisce spesso trappole per il Dottor X e i suoi scagnozzi. È un ragazzo paraplegico francese, responsabile dei lavori al computer della squadra. Molto intelligente, è un genio inventivo, un esperto informatico e supervisiona i sistemi di sicurezza. Ha i capelli neri e porta gli occhiali.

- Dottor X / Conte Laszlo Huszar II, o Dorian Exler (nella serie TV): è l'arcinemico e fratello di Action Man (Matthew Exler), nonché uno spietato e diabolico scienziato dell'organizzazione terroristica paramilitare denominata "Concilio del Destino" ed è l'uomo “veramente cattivo” a cui fa riferimento la sigla italiana di Action Man. È una mente psicopatica e misantropa decisa a dominare il mondo ed è pronto a raggiungere il suo obiettivo con qualsiasi mezzo necessario. Si presenta come un individuo atletico, con pochi capelli blu raccolti in una coda di cavallo e lunghi baffi. Indossa una benda sull'occhio sinistro (è probabilmente affetto da blefaroptosi) e indossa come protesi ortopedica una mano meccanica di colore verde al posto della mano sinistra.
- Professor Gangrene: è un altro arcinemico di Action Man e braccio destro del Dr. X. È noto per essere un maestro scienziato, che è stato infettato da così tante malattie che è diventato noto come Cancrena. Come il Dr. X, ha avuto molti aspetti diversi, ma è facilmente caratterizzato dalla sua pelle verde pallido e dal fatto che il suo occhio sinistro è più grande del destro. È stato sostituito da No-Face come il più stretto collaboratore del Dr. X.

## Doppiaggio italiano
- Fabrizio De Giovanni (live action): Action Man
- Marco Balzarotti (cartone animato): Action Man
- Mario Scarabelli: Knuck
- Marcella Silvestri: Natalie
- Patrizio Prata: Jacques
- Antonio Paiola: Dottor X
- Giovanni Battezzato: Gangrene

## Sigla
La sigla italiana Action Man, con testo di Alessandra Valeri Manera e musica di Valeriano Chiaravalle, è cantata da Marco Destro.